# Bestseller
Se også virksomheden Bestseller A/S.
En bestseller er en bog der har eller har haft topplacering på lister over mest solgte bøger.
De mest populære og mest læste bøger ender derfor ofte på bestsellerlisterne.
I Danmark får en bog normalt betegnelsen bestseller, når den har opnået et oplag på over 10.000 stk.
Ordet er engelsk og svarer her til Blockbuster om film og chart-topper om musik.

## Eksterne links
Bøger Online Arkiveret 3. januar 2019 hos  Wayback Machine Samling af bestseller bøger på nettet